# Adolf Breymann

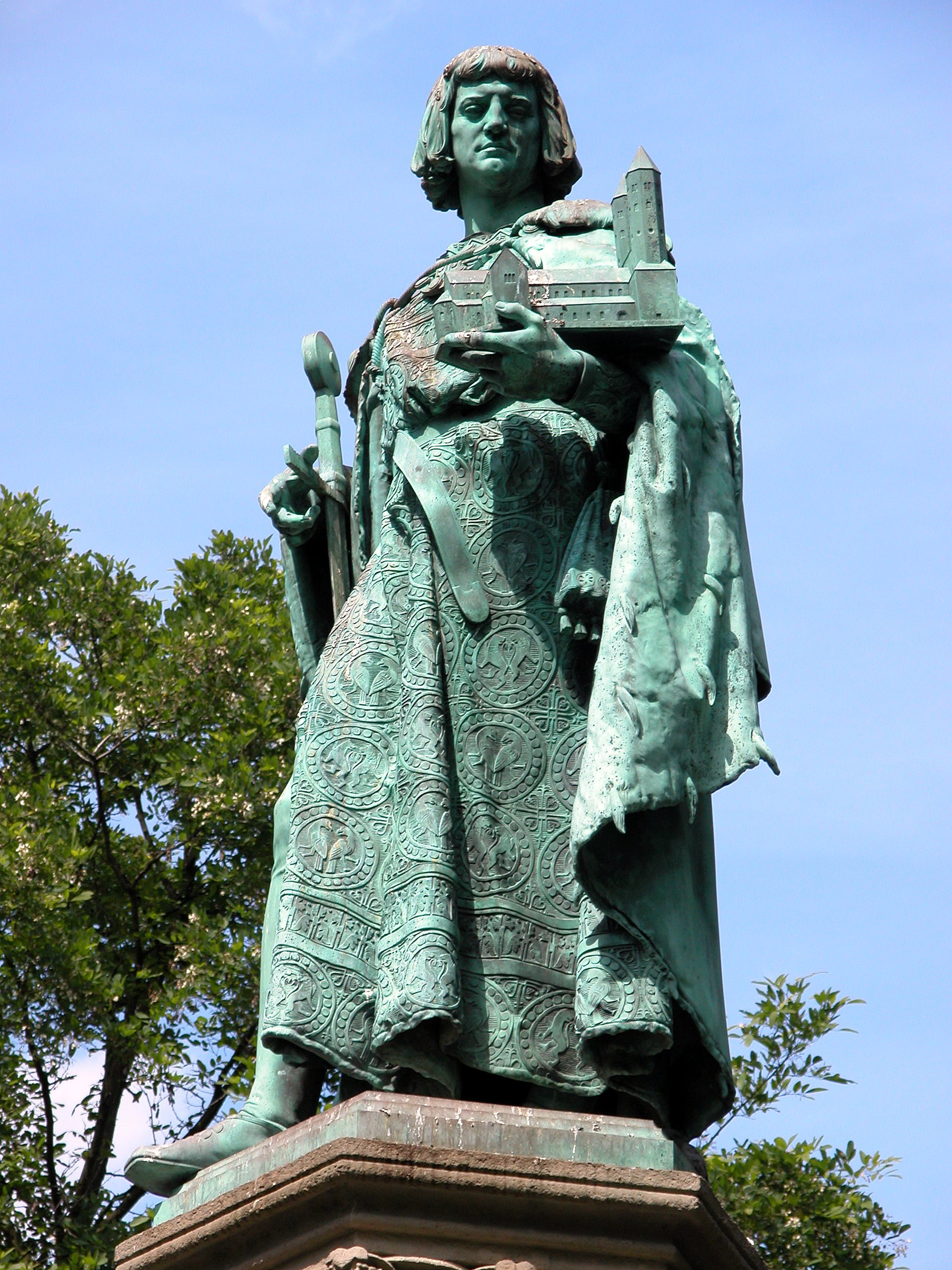
Estatua de Enrique el León en la fuente "Heinrichsbrunnen" en Braunschweig.

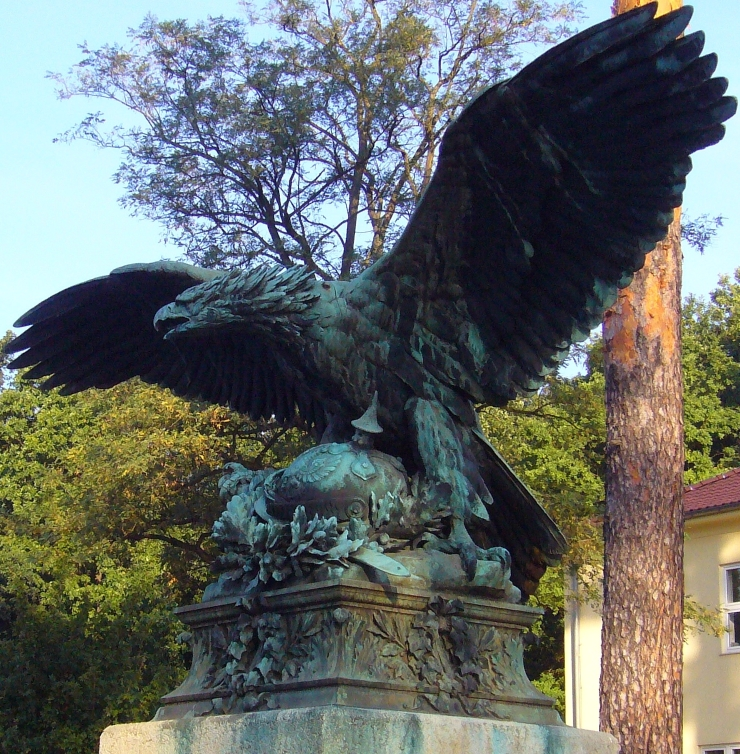
Águila en Potsdam del Monumento a los caídos en la guerra franco-prusiana de 1871.

Adolf August Wilhelm Breymann (16 de junio de 1839, Bockenem - 1 de septiembre de 1878, Wolfenbüttel) fue un escultor alemán.

## Biografía
El padre de Breymann era un pastor protestante que, junto a sus compañeros sacerdotes, proporcionaron a Adolf su más temprana educación. Cuando su padre fue transferido a Watzum (cerca de Wolfenbüttel), entró en el Gymnasium, donde sus inclinaciones artísticas se expresaron por primera vez. Su padre todavía deseaba una carrera práctica para él y quería que estudiara arquitectura, pero no tenía talento para las matemáticas. La escultura era su segunda opción por lo que se puso como aprendiz de Theodor Strümpell (1818-1890), el Real Escultor del Ducado de Brunswick.
En 1859, fue a la Academia de Bellas Artes de Dresde y continuó sus estudios con Georg Ferdinand Howaldt. Entró en el taller de Johannes Schilling en 1861. Después de varios años, fue capaz de realizar el tan esperado viaje de estudios a Italia donde permaneció dos años. En 1873, su estatua de Enrique el León recibió la Medalla de Plata en la Exposición Universal de Viena. Él personalmente supervisó la instalación de dos ángeles que había diseñado para el Mausoleo del Príncipe Alberto en la Villa de Frogmore. En 1878, fue golpeado por una dolencia estomacal incurable y fue trasladado a su hogar familiar en Wolfenbüttel, donde murió poco después.

### Otras obras destacadas
- Siegesdenkmal (Monumento a la Victoria), 1881, en Braunschweig, que fue completado por Robert Diez tras la muerte de Breymann.
- Kriegerdenkmal (Memorial a la guerra franco-prusiana), 1870/71 (inaugurado en 1876), en Göttingen en el Bahnhofstraße, por el "Alleetor".